# تومي برليسون
تومي برليسون (بالإنجليزية: Tommy Burleson)‏ مواليد 24 فبراير 1952 في كروسنور، هو لاعب كرة سلة أمريكي سابق بدأ مسيرته الاحترافية في سنة 1974 ويحمل الرقم 16. يبلغ طوله 7 قدم 2 بوصة (2.2 م). اعتزل اللعب في 1981.

## فرق لعب لها
- سكرامنتو كينغز
- أتلانتا هوكس

## الميداليات
| الميدالية | المسابقة                       |
| --------- | ------------------------------ |
| فضية      | الألعاب الأولمبية الصيفية 1972 |

## روابط خارجية
- تومي برليسون على موقع الاتحاد الدولي لكرة السلة (الإنجليزية)
- تومي برليسون على موقع إن بي أي (الإنجليزية)
- تومي برليسون على موقع سبورتس رفرنس (الإنجليزية)
- تومي برليسون على موقع كلية كرة السلة في سبورتس رفرنس.كوم (الإنجليزية)
- تومي برليسون على موقع ريلجم (الإنجليزية)
- تومي برليسون على موقع بروبوليرز (الإنجليزية)
- تومي برليسون على موقع سبورتس رفرنس (الإنجليزية)
- تومي برليسون على موقع أوليمبيديا (الإنجليزية)
- تومي برليسون على موقع قاعة كارولاينا الشمالية للمشاهير الرياضية (الإنجليزية)